# Sylvie Aprile
Pour les articles homonymes, voir Aprile.
Sylvie Aprile, née le 15 avril 1960, est une historienne contemporanéiste française, professeure à l'Université Paris-Nanterre. 
Elle est spécialiste de l'histoire politique et sociale de l'Europe du XIXe siècle et en particulier de l'histoire des révolutions et de 1848.

## Biographie
Agrégée d'histoire et docteur en histoire (1994), Sylvie Aprile a soutenu son habilitation à diriger des recherches en 2004. De 1996 à 2008, elle a été maître de conférences à l'université François-Rabelais, à Tours. Elle a ensuite été professeur en histoire contemporaine à l'université Lille III, puis à l'université de Lille, et directrice de l'IRHIS jusqu'en 2017. Depuis cette date, elle est professeur d'histoire à l'université Paris-Nanterre. Dans le même temps, elle est vice-présidente du jury de l'agrégation d'histoire, présidente de la Société d'histoire de 1848 et des révolutions du XIXe siècle (2013-2016) et directrice de la Revue d'histoire du XIXe siècle.
De 2009 à 2015, elle a également appartenu au bureau du Comité de vigilance face aux usages publics de l'histoire. Depuis 2016, elle est membre du programme AsileuropeXIX financé par l'Agence nationale de la recherche.

## Publications
- Catherine Brice (dir.) et Sylvie Aprile (dir.), Exil et fraternité en Europe au XIXe siècle, Éditions Bière, 2013, 200 p.
- Sylvie Aprile (dir.), Jean-Claude Caron (dir.) et Emmanuel Fureix (dir.), La liberté guidant les peuples. Les révolutions de 1830 en Europe, Seyssel, Éditions Champ Vallon, 2013, 330 p.
- S. Aprile, H. Bertheleu et P. Billion, Étrangers dans le berceau de la France ? L'immigration en région Centre du XIXe siècle à nos jours, Tours, Presses universitaires François-Rabelais, 2013, 202 p.[4]
- S. Aprile, La Révolution inachevée 1815/1870, Paris, Belin, 2010, 671 p. (ISBN 978-2-7011-3615-8)[5]
- S. Aprile, Le siècle des exilés. Bannis et proscrits de 1789 à la Commune, Paris, CNRS Éditions, 2010[6],[7],[8]
- S. Aprile (dir.) et M. Rapoport (dir.), Le monde britannique 1815-(1914)-1931, Neuilly, Éditions Atlande, 2010, 571 p.